# 生年別日本の漫画家一覧 1980年代
生年別日本の漫画家一覧 1980年代（せいねんべつにほんのまんがかいちらん 1980ねんだい）は、1980年代に誕生し、日本で活動する漫画家の生年別一覧である。

## 1980年生
- 青木琴美
- 浅野いにお
- 麻生羽呂
- 足立金太郎
- 市川春子
- 遠藤達哉
- 柏原麻実
- 加藤和恵
- 久保保久
- 坂本裕次郎
- 椎橋寛
- 新久千映
- 高山としのり
- 瀧波ユカリ
- 竹内良輔
- 竹村洋平
- 田村隆平
- 永井ゆうじ
- 中村春菊
- ばらスィー
- 福地翼
- 星野桂
- 水上悟志
- 森井ケンシロウ
- 安田剛士
- 矢吹健太朗
- 勇人

## 1981年生
- 葦原大介
- 天野洋一
- 大江慎一郎
- 流石景
- 杉田尚
- 助野嘉昭
- ととねみぎ
- 鳥飼茜
- 西公平
- 東元俊哉
- 槙ようこ
- 恵広史
- 押見修造
- 宮田紘次（ - 2015年）

## 1982年生
- 酒井まゆ
- ミキマキ
- MATSUDA98
- 大石浩二
- 奥嶋ひろまさ
- こざき亜衣
- 神海英雄
- 田中靖規
- 筒井大志
- 服部昇大
- ヒロユキ
- 藤野もやむ
- 藤巻忠俊
- 新井隆広
- 出口真人
- みなもと悠
- 吉河美希

## 1983年生
- 安部真弘
- ウラケン・ボルボックス
- 江口夏実
- 大高忍
- 葛西りいち
- 川田
- 木下聡志
- SAA
- 佐藤夕子
- 霜月かよ子
- しらいちご（ - 2016年）
- 高橋一郎
- 田口ケンジ
- 藤原ここあ（ - 2015年）
- 古舘春一
- 松林悟
- 眉月じゅん
- 溝口涼子
- 山本ヤマト
- 渡会けいじ

## 1984年生
- 枢やな
- 地獄のミサワ
- 中村光
- 田畠裕基
- 持田あき
- 凸ノ高秀
- 賀来ゆうじ
- 松浦だるま

## 1985年生
- 朝吹まり
- 麻生周一
- 石井あゆみ
- かっぴー
- 桜井のりお
- 塚本妖一
- ねこぐち
- 春田なな
- 濱田浩輔
- 英貴
- 平方昌宏
- はんざわかおり
- 増田英二
- 宮島礼吏

## 1986年生
- 諫山創
- 石田スイ
- 大川ぶくぶ
- 小川麻衣子
- Koppy
- 古味直志
- サンカクヘッド
- 清水まみ
- 丹羽庭
- 附田祐斗
- 匣咲いすか（ - 2013年）
- 春原ロビンソン
- 堀越耕平
- ムラタコウジ
- 山本崇一朗
- 柚木涼太
- 横田卓馬
- ONE
- 田中一行

## 1987年生
- 真造圭伍
- ノ村優介
- 若林稔弥
- 藍本松
- 金城宗幸

## 1988年生
- 出水ぽすか
- 横槍メンゴ
- 柚木ガオ
- 谷口菜津子
- 赤坂アカ
- ニャロメロン
- 林聖二
- 貴家悠
- 門辺美沙
- 矢田恵梨子

## 1989年生
- 大今良時
- 吾峠呼世晴
- 高畠エナガ（ - 2017年）
- 徳井青空
- 戸塚慶文
- 野々上大二郎
- やしろあずき